# 江鸣久
江鸣久（1957年7月15日—），祖籍山东济宁，山西太原人，出生于围棋世家。原中国职业七段围棋手，1978年郑州全国围棋个人赛第5名、1982年第6名。移居美国后，2002年代表北美参加第7届LG盃世界棋王戰时首轮负于代表韩国棋院出场的胞弟江铸久九段，2004年第9届LG盃胜迪克哈特后负于李世乭，第2届豐田杯世界圍棋王座戰负于依田纪基。2006年第3届豐田杯负于赵善津，第19届富士通杯世界職業圍棋錦標賽负于朴正祥，第21届负于河野临。2008年第6届應氏杯世界職業圍棋錦標賽负于刘星，第4届豐田杯负于张栩。2010年第8届春兰杯世界职业围棋锦标赛负于古灵益。培养的多名学生曾代表美国参加世界青少年赛本赛，其中孙英康（英語：Calvin Sun）多次进入前四名。